# Kaple svatého Josefa (Velenice)
Kaple svatého Josefa je malá církevní stavba v barokního slohu ve Velenicích u silnice do Zákup, na JZ úpatí Velenického kopce.

## Popis
V kapličce je obraz Panny Marie. Pro veřejnost je volně přístupná a od roku 1958 chráněna jako kulturní památka České republiky. V katalogu litoměřického biskupství je uvedena jako obecní, kaple sv. Josefa.

## Poloha

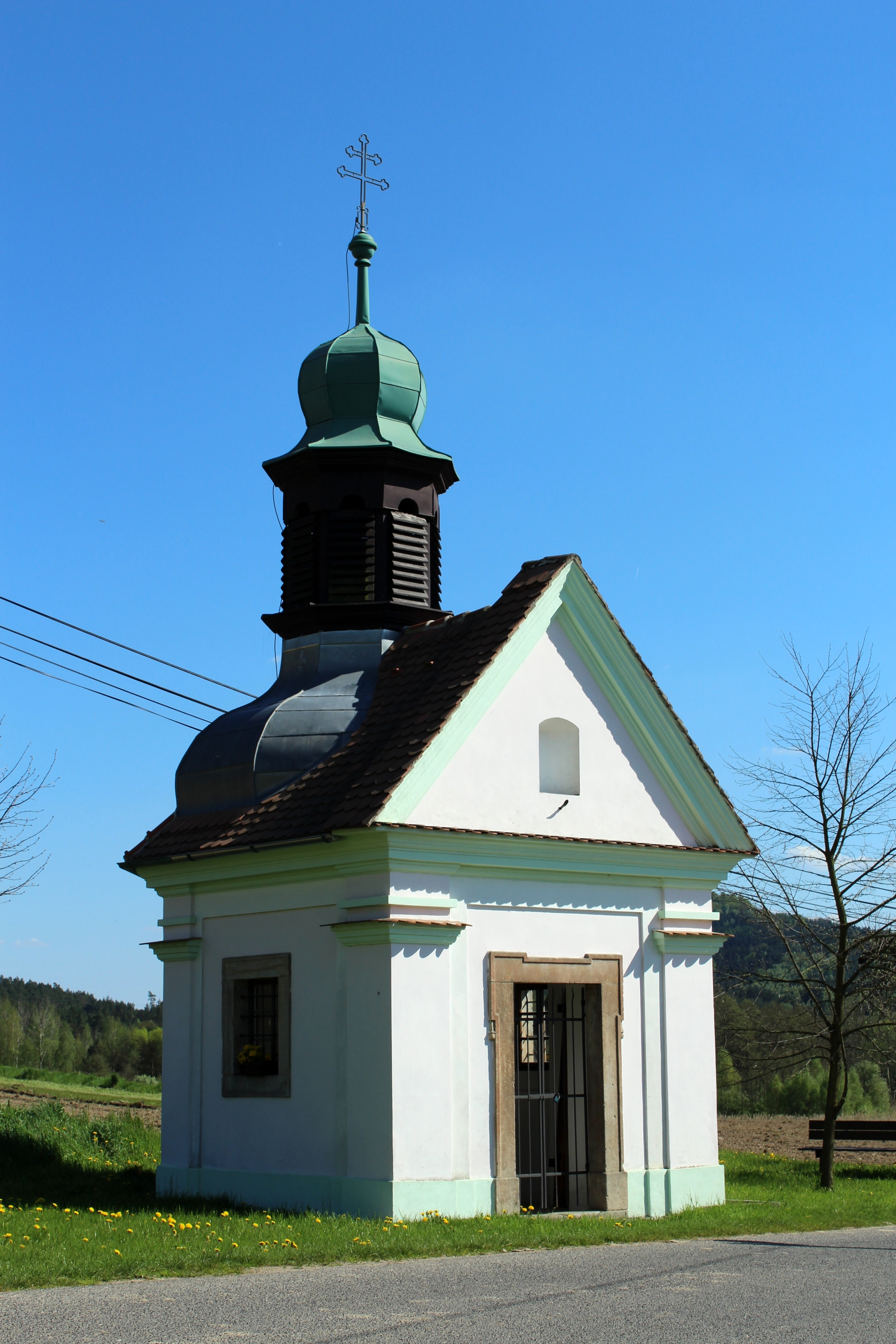
Kaple od silnice

Kaple je na patě Velenického kopce, patřícím geomorfologicky do Cvikovské pahorkatiny, která je součástí Zákupské pahorkatiny. Nadmořská výška kaple je 280 metrů. Je u silnice z Velenic do 5 km vzdálených Zákup u jižní části Velenic. Po silnici vede cyklotrasa 3045, pro pěší turisty zde trasa není.